# Thersamonia lampon
Thersamonia lampon är en fjärilsart som beskrevs av Lederer 1872. Thersamonia lampon ingår i släktet Thersamonia och familjen juvelvingar. Inga underarter finns listade i Catalogue of Life.